# Polesien

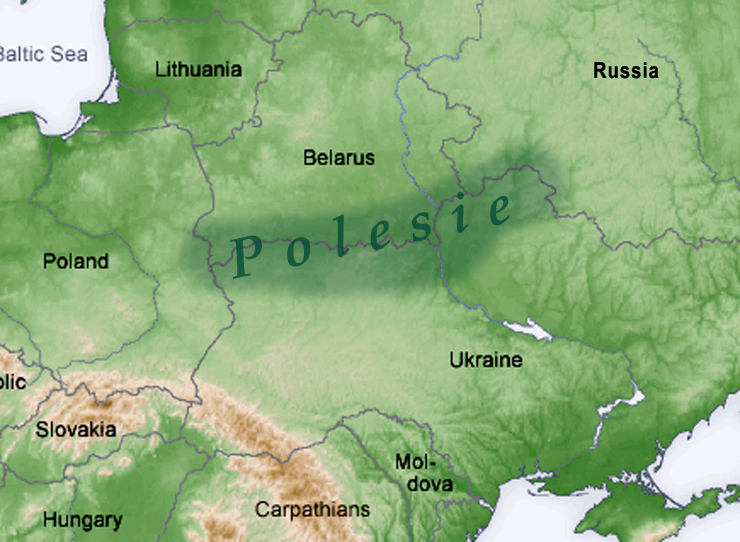
Gebiet von Polesien

Polesien (belarussisch Палессе Palesse, ukrainisch Полісся Polissja, russisch Полесье Polessje, polnisch Polesie, litauisch Polesė), deutsch auch Polessien oder  Podlesien, ist eine historische Landschaft in Polen, Belarus, der Ukraine und Russland. Nicht zu verwechseln ist sie mit dem ähnlich klingenden Podlachien (Podlasien). 

## Etymologie
Der Name ist vom slawischen Wort Les (Wald) abgeleitet und bedeutet so viel wie Land entlang der Wälder, Waldgebiet.

## Geographie
Polesien ist ein Streifen Tiefland zwischen den Flussgebieten des Bug und Prypjat, der sich östlich des Dnepr bis nach Russland hinein fortsetzt. Wichtigste Städte sind Brest und Pinsk im Westen, im Osten der Region ist Homel zu erwähnen. Wichtigste Flüsse sind der Prypjat und die Horyn.
Hierbei ist die Kulturlandschaft zu unterscheiden von der Verwaltungseinheit der Paleskaja Woblasz, welche zwischen 1938 und 1954 im Süden von Belarus existierte.

Polesische Landschaft (1884), von Iwan Schischkin

Landschaftlich ist das Gebiet eine weit ausgedehnte, waldreiche Flussniederung; es dominieren vor allem südlich des Prypjat die Prypjatsümpfe, die mit etwa 90.000 km² Fläche das größte Sumpfgebiet Europas sind. Während der Schneeschmelze verwandeln der Prypjat und seine Nebenflüsse die Niederung in eine Wildnis aus Seen, Sümpfen und Waldinseln.

## Geschichte

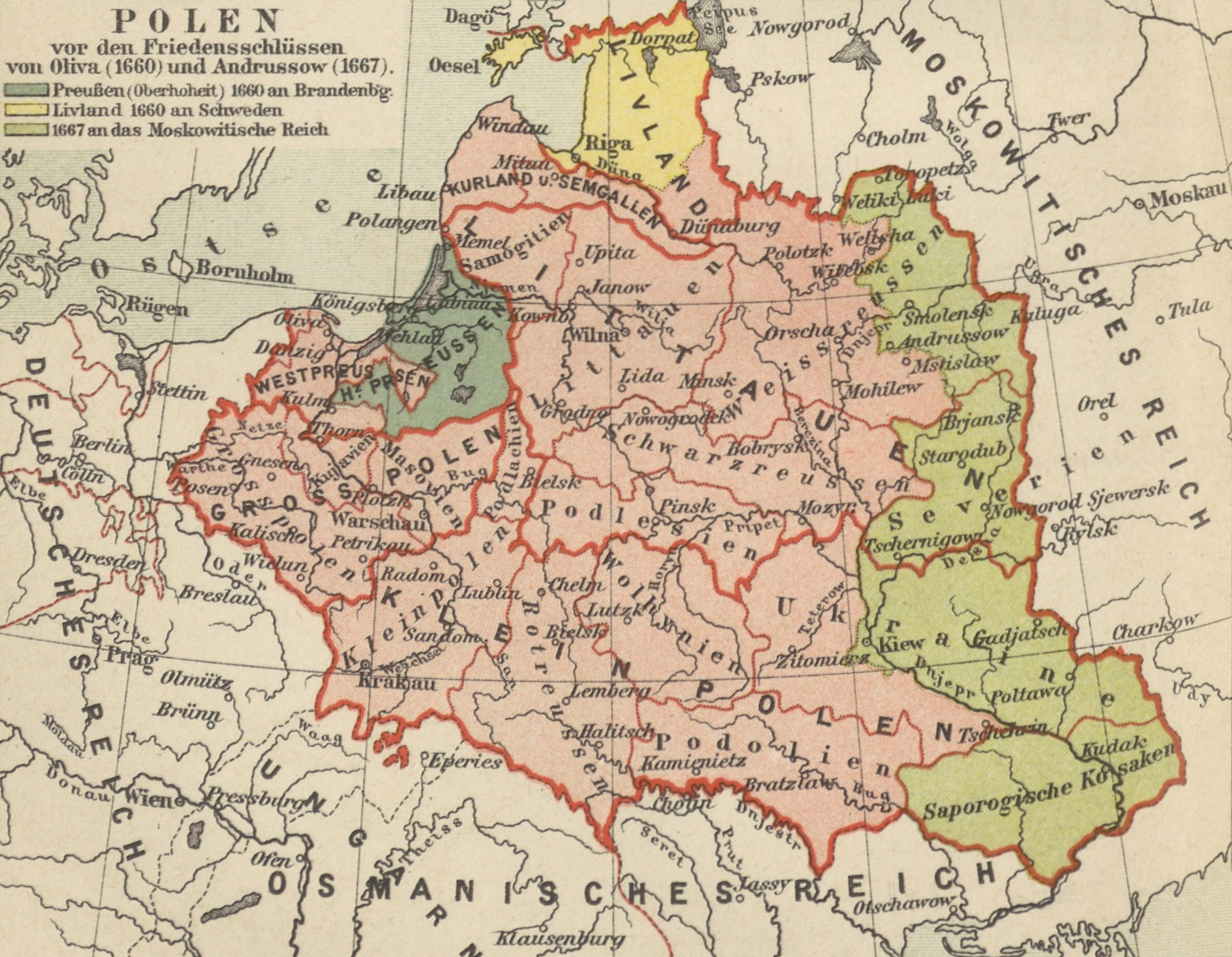
Polesien (in der Kartenmitte als Podlesien bezeichnet) mit Pinsk als Zentrum

Seit dem Mittelalter war Polesien Teil der Kiewer Rus. Nach dem Mongolensturm von 1241 kam das Gebiet unter den Einfluss des Großfürstentums Litauen und wurde im Zuge der Lubliner Union von 1569 Teil von Polen-Litauen. Nach der Dritten Teilung Polens 1795 gehörte Polesien zum Russischen Reich.
1864 kamen in Russland erste Publikationen auf, die die Trockenlegung der polesischen Sümpfe vorschlugen. 1873 beauftragte die russische Verwaltung den Ingenieur und General Josip Schilinski mit der „Westlichen Expedition“, einer groß angelegten Kampagne, die Möglichkeiten zur Trockenlegung und wirtschaftlichen Erschließung der polesischen Sümpfe sowie zur „Zivilisierung“ der dortigen Bevölkerung ausarbeiten und umsetzen sollte. Bis 1898 wurden in diesem Rahmen rund 2,5 Millionen Hektar Land trockengelegt, mehr als 500 Brücken gebaut und mehr als 400 Kilometer Kanäle angelegt. Im Blickpunkt der Entwicklung stand die Forst- und Holzwirtschaft, insbesondere in Staatsdomänen. Auch neues agrarisches Grünland entstand meist in Staatsdomänen und wurde an örtliche Bauern verpachtet. 1902 wurde die Expedition offiziell für beendet erklärt. Das Ministerium für Landwirtschaft und Staatsdomänen sollte die Trockenlegungen fortführen, was aber nur im verminderten Umfang erfolgte. Schilinski wurde 1878 auf der Weltausstellung in Paris für die Leistung auf der Expedition mit einer Goldmedaille ausgezeichnet. 1899 erschien der Atlas der westlichen Expedition zur Trockenlegung von Sumpfland, ein sehr umfassendes kartografisches Werk. Darin beziffert Schilinski die Investitionen in das Programm mit 4,8 Millionen Rubeln.
Mit dem Frieden von Riga kam der Gebietsteil westlich der Horyn im Jahr 1921 zur Zweiten Polnischen Republik, der östliche zur Sowjetunion, wobei der genaue Grenzverlauf erst Ende 1922 festgelegt wurde. Es wurde in Polen die Woiwodschaft Polesien mit der Hauptstadt Brest errichtet. Das Gebiet war wirtschaftlich gering entwickelt. Eine Statistik aus dem Jahr 1931 ermittelte 71 % der knapp 209.000 Bauernhöfe in der Woiwodschaft mit fünf Hektar Land oder weniger, die zudem häufig durch Erbteilung zersplittert und zum Teil noch mit Dienstbarkeiten aus der Zeit der Feudalherrschaft in Russland belastet waren. Auf diesen Betrieben fand im Wesentlichen Subsistenzwirtschaft statt.
1921 begann die polnische Regierung mit der Zuteilung von Parzellen an Armeeveteranen. Nach heftigen Protesten der ansässigen belarussisch- und ukrainischstämmigen Bevölkerung wurde dieses Programm aber kurz nach 1923 eingestellt, so dass in diesem Rahmen maximal 40.000 Hektar ausgegeben wurden. Auch die Auflösung von Grunddienstbarkeiten kam nur langsam voran. So wurden bis 1939 lediglich rund 120.000 Hektar von diesen befreit, gut ein Drittel der mit Dienstbarkeiten belasteten Fläche in der Woiwodschaft. Dies lag auch in der Weigerung der Bevölkerung begründet, da häufig Allmenderechte an Wald und Grünland mit diesen überkommenen Regelungen verbunden waren. Als 1924 nach dem Ende der Inflation erstmals wieder Preise für Agrarland berechnet wurden, erreichte Polesien landesweit die niedrigsten Beträge. Von 1929 bis 1939 erfolgte eine Flurbereinigung, die rund 531.000 Hektar umfasste. Darüber hinaus forcierten die Regierung und gesellschaftliche Gruppen die Trockenlegung weiter Teile der polesischen Sumpflandschaft. Dabei war auch die kulturelle Durchdringung und „Kolonisierung“ der Region ein Thema – in Polen befürwortend, in Belarus ablehnend. Diese Trockenlegungsarbeiten beschränkten sich bis 1928 weitgehend auf die Wiederherstellung von Wasserführungen, die im Ersten Weltkrieg zerstört worden waren. 1928 richtete die Regierung ein Projektbüro zur Meliorisation Polesiens in Brest ein. Das zuständige Ministerium für öffentliche Arbeiten bewilligte zunächst sechs Millionen Złoty für vier Jahre. In den folgenden Jahren entstanden zahlreiche Studien und Pläne. Mit der immer schärfer werdenden Weltwirtschaftskrise und angesichts von Korruption blieb es bei der Umsetzung auf kleineren Teilflächen. Trockengelegt wurden von 1921 bis 1939 insgesamt maximal 66.000 Hektar.
Die sowjetische Regierung verfügte am 4. März 1941 die Trockenlegung nahezu aller Sumpfgebiete in der Weißrussischen SSR, die aber wegen des Zweiten Weltkriegs nicht in Angriff genommen wurde. 1954 wurde ein Plan zur Trockenlegung aller polesischer Sümpfe in der Weißrussischen und der Ukrainischen SSR veröffentlicht, einer Fläche von rund 30.000 Quadratkilometern. Größeren Umfang nahmen die Arbeiten aber erst im Jahr 1970 an, als das Vorhaben zu einem unionsweiten Projekt des Komsomol ernannt wurde. Dies umfasste neben der Trockenlegung im engeren Sinn auch den Ausbau von rund 6000 ausgewählten Siedlungen und von Infrastruktur. So fand im größeren Stil Straßenbau in der zuvor weitgehend durch Wasserwege erschlossenen Region statt. Zahlreiche Sowchosen wurden gegründet, 72 Kolchosen wurden geplant und rund die Hälfte von ihnen gebaut. Bereits in den 1970er Jahren wurden die negativen Folgen der Meliorationsarbeiten bemerkbar, darunter das Verschwinden von Pflanzenarten, Wassermangel und schnelle Degradation der nur dünnen, fruchtbaren Torfschicht über dem kargen Sandboden. Für die Formierung der jungen belarussischen Umweltschutzbewegung war diese Entwicklung ein wichtiger Anstoß.
Die Regierungen von Belarus, Polen und der Ukraine planen den Bau der Wasserstraße E40. Viele Naturschützer befürchten, dass durch die Umsetzung dieses Bauvorhabens die ausgedehnten Feuchtgebiete Polesiens gefährdet werden könnten und das Ausbaggern der Flüsse Prypjat und Dnepr innerhalb der Sperrzone von Tschernobyl radioaktiv kontaminierte Sedimente erneut aufwühlen würde, wodurch Millionen von Menschen potenziell einem erhöhten Strahlenrisiko durch radioaktiv verseuchtes Wasser ausgesetzt wären.
Heute wird in der Region vornehmlich Holzwirtschaft betrieben.